# SingStar Deutsch Rock-Pop
SingStar Deutsch Rock-Pop es la primera versión exclusiva para Alemania y resto de países colindantes de lengua alemana. Se trata de una localización de 30 temas del panorama Pop-Rock alemán de artistas del momento, lo que lo convierte en una versión fresca en cuanto a canciones. Su equivalente en España es SingStar La Edad de Oro del Pop Español, que salió 2 meses después a la venta.
Esta versión fue distribuida en Alemania, Suiza (alemana), Austria y el Luxemburgo alemán.

## SingStar Deutsch Rock-PopLista de canciones
| SingStar Deutsch Rock-Pop |                                             |
| 2raumwohnung              | "Wir Trafen Uns In Einem Garten"            |
| Anett Louisan             | "Das Gefühl"                                |
| Ayman                     | "Mein Stern"                                |
| Buddy                     | "Ab In Den Süden"                           |
| Christina Stürmer         | "Immer An Euch Geglaubt"                    |
| Clueso                    | "Kein Bock Zu Geh’n"                        |
| Die Familie               | "Und Tschüss"                               |
| Die Toten Hosen           | "Alles Aus Liebe"                           |
| Die Toten Hosen           | "Hier Kommt Alex (Live Wiener Burgtheater)" |
| Echt                      | "Weinst Du"                                 |
| Franziska                 | "Schau Mir Ins Gesicht"                     |
| Glashaus                  | "Haltet Die Welt An"                        |
| Halogenpoeten             | "Lass Uns Die Ersten Sein"                  |
| Hund Am Strand            | "Jungen Mädchen"                            |
| Ich + Ich                 | "Du Erinnerst Mich An Liebe"                |
| Juli                      | "Regen & Meer"                              |
| Juli                      | "Geile Zeit"                                |
| Laith Al Deen             | "Leb Den Tag"                               |
| Luka Neuser               | "Zeit Für Helden"                           |
| Ohrbooten                 | "An Alle Ladies"                            |
| OleSoul                   | "Was Kostet Die Welt"                       |
| Revolverheld              | "Freunde Bleiben"                           |
| Rosenstolz                | "Ich Bin Ich (Wir Sind Wir)"                |
| Maya Saban & Cosmo Klein  | "Das Alles Ändert Nichts Daran"             |
| Söhne Mannheims           | "Und Wenn Ein Lied"                         |
| Tokio Hotel               | "Durch Den Monsun"                          |
| Wir sind Helden           | "Nur Ein Wort"                              |
| Wir sind Helden           | "Von Hier An Blind"                         |
| Xavier Naidoo             | "Dieser Weg"                                |
| Yvonne Catterfeld         | "Sag Mir, Was Meinst Du"                    |